# Studio fotografico Ganzini
Lo studio fotografico Ganzini è stato uno studio fotografico aperto a Milano nel 1862 e chiuso nel 1956.

## Storia
Il fondatore fu Giovanni Battista Ganzini (Udine, 8 giugno 1836 - Milano, 22 maggio 1878), detto Titta o Giobatta, che aprì lo studio nel capoluogo lombardo nel 1862. Studiò fotografia alla Scuola di Vienna fin dall'età di 13 anni. Sposò nel 1864 la giovane pianista Carlotta Rovelli e attraverso di lei entrò nell'ambiente della Scapigliatura dove frequentò Amilcare Ponchielli, Tranquillo Cremona e Arrigo Boito e dalla quale avrà quattro figli: Udina, Mario, Ille e D’Alma. Lo studio, apprezzato da aristocratici, borghesi ed intellettuali, si specializzò nella ritrattistica, un'attività molto frequente in quegli anni, realizzati in "fototipia, cromotipia e fotolitografia", tecniche apprese durante i suoi studi in Germania e Austria, paesi che continuò a frequentare anche in seguito. Nel 1867 dedicò un album fotografico ad Alessandro Manzoni dal titolo “Vedute prese dal vero nei dintorni di Lecco ed altrove. Illustrative del Romanzo "I Promessi Sposi”, nel quale sono fotografati i luoghi dove si svolge il romanzo.
Nel 1865 sulla Gazzetta di Milano comparve la pubblicità dello studio con queste parole "Fotografia G. B. Ganzini, via Unione 4, con figliale in Piazza del Duomo - Ritratti a doppio fondo - Nuovo sistema fotografico Ganzini". L'annuncio comparve dal 20 marzo per diversi giorni per poi scomparire dall'8 aprile, quando un altro fotografo milanese, Giulio Rossi (1824-1884) aveva acquisito la privativa per Milano e Como. Ganzini tornò a pubblicizzarlo a maggio ma questa volta Rossi pubblicò sullo stesso giornale che avrebbe fatto valere il suo diritto, citando i trasgressori in tribunale, evidentemente rivolgendosi proprio a Ganzini che si era appropriato indebitamente del "sistema Crozat", brevettato in Spagna nel 1863 e nel 1865 in Italia, che aveva rinominato come proprio. Si trattava dell'invenzione dello spagnolo Leandro Crozat, personaggio eclettico e giramondo, che aveva esportato in Europa e nel Sud America la sua invenzione, creata assieme al fratello Nicolas, rimasto invece nel negozio di Siviglia. Si trattava del sistema cosiddetto "a doppio fondo" che consentiva di realizzare nella stessa fotografia il soggetto, in genere un ritratto, con una parte ben definita e al contempo una parte morbida che conferiva all'immagine una qualità estetica elevata, alla quale veniva unito il "colorito istantaneo", cioè, in particolare, un colore roseo al viso, e, infine, la "vernice preservativa", una pellicola trasparente che dava più brillantezza alla fotografia. Questo nuovo metodo fu molto in voga negli anni '60 e '70 del XIX secolo con moltissimi fotografi che lo utilizzarono, specialmente in Italia.
Morto prematuramente il marito a causa di un incidente, la vedova continuò a gestire lo studio e nel 1879 ottenne uno speciale "brevetto" dal re Umberto I di Savoia così da aggiungere lo stemma reale all'insegna dello studio. Nel 1881 lo studio prese parte all'Esposizione Industriale Italiana di Milano dove vinse la medaglia d'argento come riporta la motivazione della giuria: “Ganzini G., di Milano, per la perfetta esecuzione dei suoi ritratti e per le vedute d'interni ai sali d'argento”.
Carlotta sposò nel 1884 il fotografo Rodolfo Gabriel di Breslavia ed il nome della Ditta cambiò in "Ganzini & Gabriel". Con la nuova denominazione, lo studio produsse servizi nell'industria e nella riproduzione d'arte. Sono stati i primi a realizzare la completa ricognizione fotografica del patrimonio della Pinacoteca di Brera, del Museo nazionale del Risorgimento italiano e del Museo Poldi Pezzoli. Alla madre e a Rodolfo si affiancò la figlia primogenita Udina che diverrà una fotografa specializzata nei ritratti dei bambini della buona borghesia milanese e che in futuro sostituirà la madre nella gestione. Rodolfo Gabriel morì nel 1894.
Nel 1898 venne effettuato un reportage fotografico dell’occupazione militare e della sanguinosa repressione dei moti di Milano ad opera del generale Fiorenzo Bava Beccaris e si realizzarono importanti servizi fotografici per la Breda, la Rinascente, Fernet Branca, Richard Ginori, Caproni.
Nel frattempo, Mario Ganzini conobbe il chimico Rodolfo Namias (1867-1938), probabilmente, frequentando il Circolo Fotografico Lombardo, fondato nel 1889, di cui entrambi erano soci. Il Circolo decise di dare vita ad un proprio bollettino mensile che fu denominato “Rivista Scientifico-Artistica di Fotografia”. Mario Ganzini e Rodolfo Namias ne diventarono capiredattori. Nello stesso anno Ganzini e Namias fondarono il “Laboratorio Industriale di Assaggi, Analisi Chimiche e Prodotti Fotografici” ed il nome della ditta divenne “Ganzini, Namias e C.”. Ancora nel 1894 fondarono quella che sarebbe stata una rivista di settore tra le più importanti del XX secolo in Italia, Progresso Fotografico, con lo scopo di dare la più ampia informazione sulle novità del settore, attraverso un linguaggio comprensibile anche ai non addetti.
Nel 1895 Namias sposò Ille Ganzini, da cui avrà quattro figli e che morirà nel 1938, tre mesi prima del marito. La Ditta, oltre allo studio fotografico, era produttrice di un lungo elenco di specialità fotografiche, tra cui sviluppi e fissaggi per materiale sensibile, viraggi, emulsioni sensibili, vernici, polveri per lampi al magnesio. Produceva anche la carta e le lastre denominate "Lux", inventate da Namias, che divenne una sorta di marchio di fabbrica.
Alla fine del secolo le loro strade si divisero. Mentre Namias proseguì nell'attività editoriale con la rivista e scientifica con un laboratorio di ricerca nei processi fotomeccanici e chimici, Ganzini si dedicò principalmente al commercio di attrezzature e prodotti fotografici. Il nome della nuova ditta fu “Ganzini, Namias e C. di Mario Ganzini”. Intorno al 1910 la società cambiò ancora nome per diventare “Ditta M. Ganzini Milano” e nel 1913 venne inaugurato il nuovo stabilimento presso Villa Clerici nella zona di Niguarda, allora periferia di Milano, mentre rimaneva attivo il negozio di via Solferino, che peraltro vinse numerosi premi. Udina, che col nuovo secolo aveva intrapreso la strada della fotografia pubblicitaria, verso il 1912 sperimentò quella della moda per la rivista “La revue de l’élégance”.
Lo Studio Ganzini è rimasto in attività fino al 1956. I materiali e le apparecchiature fotografiche sono stati acquisiti nel 1961 dal Museo nazionale della scienza e della tecnologia Leonardo da Vinci.